# Cachorro Grande
Cachorro Grande est un groupe brésilien de rock, originaire de Porto Alegre, dans l'État du Rio Grande do Sul, actif entre 1999 et 2019.

## Histoire
Le nom de Cachorro Grande est suggéré par Beto Bruno. Peu après, Marcelo Gross et le reste du groupe acceptent. L'origine vient du fait qu'au début du groupe, qui n'avait pas encore ses propres chansons, les reprises de groupes tels que les Rolling Stones, les Beatles et les Who faisaient partie de leur répertoire. Le choix des chansons à jouer était un « grand combat de chiens » (« briga de cachorro grande »), une expression utilisée dans le Rio Grande do Sul pour désigner quelque chose de très compliqué. Le nom du groupe devient donc Cachorro Grande (selon une interview avec Programa do Jô).
L'album Cinema sort dans la seconde moitié du mois de juin 2009 et est enregistré sur des bobines analogiques de deux pouces. Il s'agit du premier album du groupe à sortir en édition spéciale sur vinyle haute fidélité. Après la tournée de l'album Cinema, le groupe commence à enregistrer son nouvel album, Baixo Augusta, le 11 avril 2011, sur le label Trama, avec sa propre production. La plupart des sessions de studio sont diffusées en direct sur TV Trama. À l'époque, l'album solo de Marcelo Gross est également annoncé. L'album sort en décembre 2011 au format numérique et en février 2012 au format physique.
Le 25 mars 2011, le groupe participe à un événement organisé par MTV Brésil au Circo Voador, temple national du rock situé dans le quartier de Lapa à Rio de Janeiro, aux côtés des groupes Sabonetes, Martin e Eduardo (projet formé par Duda Machado et Martin Mendonça, respectivement batteur et guitariste de Pitty), Joe e a Gerência (mené par Joe Gomes, ancien bassiste de Pitty), Pública et Vivendo do Ócio. Le concert est à l'origine un enregistrement personnel, mais deux ans plus tard, il sort en un DVD distribué par Universal Music. Au départ, il s'agissait d'un enregistrement personnel, mais deux ans plus tard, le concert sort en DVD, distribué par Universal Music. Le concert comprend 15 titres, le making-of du concert et un réenregistrement de Sympathy for the Devil, un classique des Rolling Stones, avec une apparition spéciale de Lobão.
Début 2014, le groupe entre en studio avec le producteur Edu K, du groupe DeFalla, en vue de nouvelles orientations musicales. L'album est baptisé Costa do Marfim, en l'honneur du studio dans lequel il est enregistré. L'album a été sponsorisé et publié par Cavalera et le premier single, Como Era Bom, est inclus dans la bande originale de la 23e saison de l'émission Malhação de Rede Globo. Un autre titre marquant est le morceau O Que Vai Ser.
Le 2 mars 2016, le groupe ouvre le concert des Rolling Stones pour le Latin America Olé Tour 2016 au stade Beira-Rio de Porto Alegre. Selon le chanteur Beto Bruno, il s'agit du concert le plus important de la vie de chacun des membres. Au milieu de cette même année, le groupe retourne en studio avec le producteur Edu K pour enregistrer son huitième album studio, Electromod, publié le 5 août par Coqueiro Verde Records. Lors d'un concert à Curitiba le 15 juillet, le groupe sort le premier single de l'album, le titre Electromod, suivi de Tarântula.
Le 2 mai 2018, le groupe annonce le départ de Marcelo Gross, guitariste et membre fondateur du groupe. Le chanteur Beto Bruno déclare que la rupture s'est faite progressivement : « Ça fait quelques années que nous ressentons une certaine distance par rapport à lui en ce qui concerne le processus créatif du groupe.  » Le guitariste Gustavo X est invité à le remplacer. Puis, en novembre, le groupe annonce sur son compte Facebook une pause en utilisant l'album live Clássicos pour annoncer une dernière tournée célébrant la vie du groupe de Rio Grande do Sul et non leur pause ». Il est également annoncé que Marcelo Gross les rejoindrait pour leur tournée d'adieu. Dans des interviews, le chanteur Beto Bruno et le bassiste Rodolfo Krieger déclarent que l'humeur du groupe n'était pas bonne depuis un certain temps, avec des bagarres et des disputes depuis l'enregistrement de l'album Electromod.

## Discographie

### Albums studio
- 2001 : Cachorro Grande
- 2004 : As Próximas Horas Serão Muito Boas
- 2005 : Pista Livre
- 2007 : Todos os Tempos
- 2009 : Cinema
- 2011 : Baixo Augusta
- 2014 : Costa do Marfim
- 2016 : Electromod

### Albums live
- 2013 :Ao Vivo no Circo Voador
- 2018 : Clássicos
- 2018 : Ao Vivo no Estúdio Showlivre: Vol. 4